# Mimudea impuralis
Mimudea impuralis là một loài bướm đêm trong họ Crambidae.